# Toynami
 (août 2020).
Si vous disposez d'ouvrages ou d'articles de référence ou si vous connaissez des sites web de qualité traitant du thème abordé ici, merci de compléter l'article en donnant les références utiles à sa vérifiabilité et en les liant à la section « Notes et références ».
Toynami est une entreprise américaine de jouets basée à Van Nuys, en Californie. Fondée en 2000 par George Sohn, Toynami se concentre principalement sur les licences d'anime pour les commerce de détail spécialisés et les collectionneurs sur le marché nord-américain. Le nom de la société est un mot-valise composé de « toy » et « tsunami ».